# Olga Ryabinkina
Olga Ryabinkina, née le 24 septembre 1976, est une athlète russe spécialiste du lancer du poids. 
Elle a connu sa meilleure saison en 2005, devenant vice-championne du monde. Le 27 avril 2014, elle récupère la médaille d'or après disqualification pour dopage de la Biélorusse Nadzeya Astapchuk.

## Palmarès

### Jeux olympiques
- Jeux olympiques de 2000 à Sydney ( Australie)
  - 10e au lancer du poids
- Jeux olympiques de 2004 à Athènes ( Grèce)
  - éliminée en qualifications du lancer du poids

### Championnats du monde d'athlétisme
- Championnats du monde d'athlétisme de 2003 à Paris ( France)
  - éliminée en qualifications du lancer du poids
- Championnats du monde d'athlétisme de 2005 à Helsinki ( Finlande)
  -  Médaille d'or au lancer du poids

### Championnats du monde d'athlétisme en salle
- Championnats du monde d'athlétisme en salle de 2006 à Moscou ( Russie)
  -  Médaille de bronze au lancer du poids

### Championnats d'Europe d'athlétisme
- Championnats d'Europe d'athlétisme de 2006 à Göteborg ( Suède)
  -  médaille de bronze au lancer du poids

### Championnats d'Europe d'athlétisme en salle
- Championnats d'Europe d'athlétisme en salle de 2005 à Madrid ( Espagne)
  -  Médaille de bronze au lancer du poids